# 烏氏擬長頜魚
烏氏擬長頜魚，為輻鰭魚綱骨舌魚目象鼻魚科擬長頜魚屬的其中一種。該物種分布於非洲馬利的尼日河流域，體長可達11.4公分。